# Lucy Aharish
Lucy Aharish (arabsky لوسي هريش‎‎, hebrejsky לוסי אהריש‎‎)(* 18. září 1981 Dimona) je izraelsko-arabská televizní moderátorka a reportérka. Objevuje se v ranním pořadu probírající současné dění na televizní stanici Channel 2. Proslavila se tím, že byla první Arabkou uvádějící zprávy na mainstreamové hebrejsky mluvící izraelské televizi.

## Životopis
Dospívala v Dimoně, pouštním městě obývaném marockými židy, kam její rodiče přišli z arabského Nazaretu. O svém dětství mluví jako o šťastném, přesto, že jako jediná Arabka ve škole čelila rasismu a šikaně. V šesti letech jí poznamenala další událost. Palestinec hodil dva Molotovy koktejly na auto, v kterém jeli s rodinou na nákupy do Pásma Gazy. Jí a její rodině se nic nestalo, avšak její tříletý bratranec utrpěl popáleniny a měsíce pobýval v nemocnici.
V osmnácti letech opustila domov, aby mohla studovat na Hebrejské univerzitě v Jeruzalémě. Protože jejím snem bylo být herečkou zapsala si obor divadelní studia a politické vědy. Po promoci pokračovala studiem žurnalistiky v Tel Avivu. V roce 2007 byla najata stanicí Channel 10 TV a stala se první arabskou televizní uvaděčkou.
Za to, že se aktivně vyjadřuje k současné situaci v Izraeli i jinde ve světě, čelí kritice a někdy i výhrůžkám jak z konzervativní židovské, tak arabské strany.

Ona sama o sobě řekla: 
| „ | „Dnes, když se mě lidé ptají, kdo jsi, odpovídám, že jsem Izraelka. Nestydím se za svou izraelskou část. Poté jsem žena, a poté jsem arabská muslimka. To je pořadí, Izraelka, žena, arabská muslimka.“ | “ |

V roce 2015 byla vybrána jako jedna z 14 osob, aby na každoročním obřadu izraelského dne nezávislosti zapálila jednu z pochodní.